# آریامهر
آریامهر لقب محمدرضا پهلوی، آخرین پادشاه ایران بود. معنی این نام «خورشید آریایی» یا روشنایی و فروغ قوم ایرانی است.این لقب نخستین بار توسط صادق رضازاده شفق و به پیشنهاد او ساخته و پیشنهاد شد.

## واگذاری لقب
گفته شده که محمدرضا پهلوی به دلیل علاقه و اطمینان زیاد نسبت به صادق رضازاده شفق از وی خواست تا لقبی برای او و فرح پهلوی پیشنهاد کند. شفق مدتی بعد لقب «آریامهر» را برای محمدرضا پهلوی و لقب «شهبانو» را برای فرح پهلوی پیشنهاد نمود. این القاب مورد قبول و پسند شاه واقع شد.
این لقب در تاریخ ۲۴ شهریور ۱۳۴۴ خورشیدی در یک نشست در مجلس شورای ملی به محمدرضا پهلوی رسماً به وی اعطا گردید. تاجگذاری او پس از آن یعنی در تاریخ ۴ آبان ۱۳۴۶ خورشیدی انجام یافت.

## سکه‌شناسی
لقب آریامهر، در سال ۱۳۴۱ خورشیدی سه سال پیش از تصویب واگذاری آن برای نخستین بار بر روی نشان یادبود انقلاب سفید که به سفارش مؤسسه اعتباری دانشگاه و طراحی و ضرب شده بود قرار گرفت. این امر حاکی از ساخته شدن لقب و استفاده از آن چندین سال پیش از تصویب است. اما این لقب بر روی نشان یادبود ضرب شده به مناسبت بیست و پنجمین سال سلطنت محمدرضا پهلوی که در شهریور ۱۳۴۴ و همزمان با تصویب واگذاری لقب ضرب شده، دیده نمی‌شود.

لقب آریامهر از سال ۱۳۴۵ خورشیدی در کنار عنوان شاه بر روی سکه‌های رایج نیکلی ضرب و بر روی سکه‌های طلا و نقره ریالی که در سال ۱۳۵۰ خورشیدی به مناسبت دوهزار و پانصدمین سال شاهنشاهی ضرب شده بودند نیز استفاده شد؛ اما تا سال ۱۳۵۴ بر روی سکه‌های رسمی طلا معروف به سکه پهلوی درج نشد. 

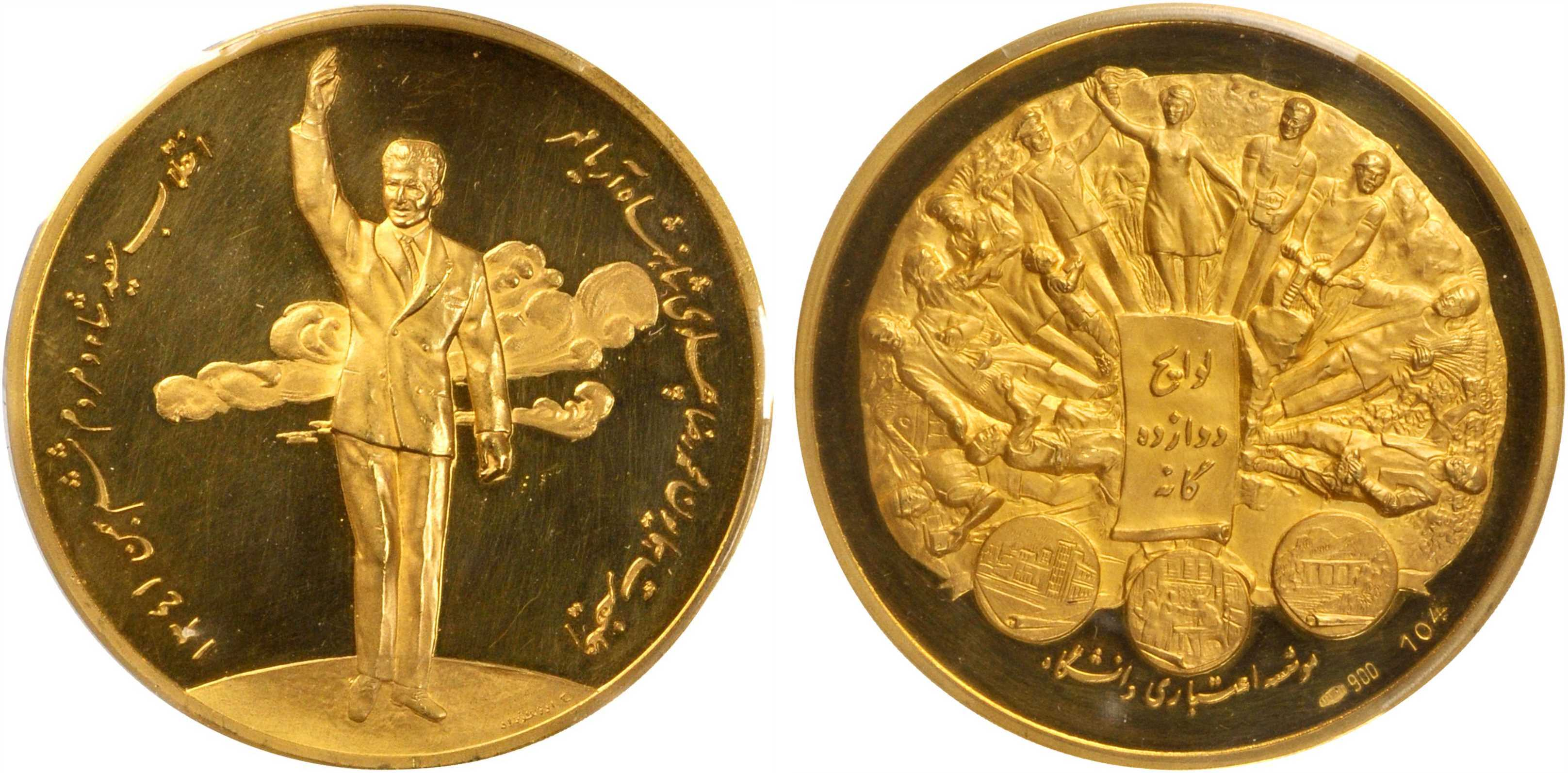
نشان یادبود انقلاب سفید با لقب آریامهر در کنار عنوان شاه؛ ۱۳۴۱ خورشیدی
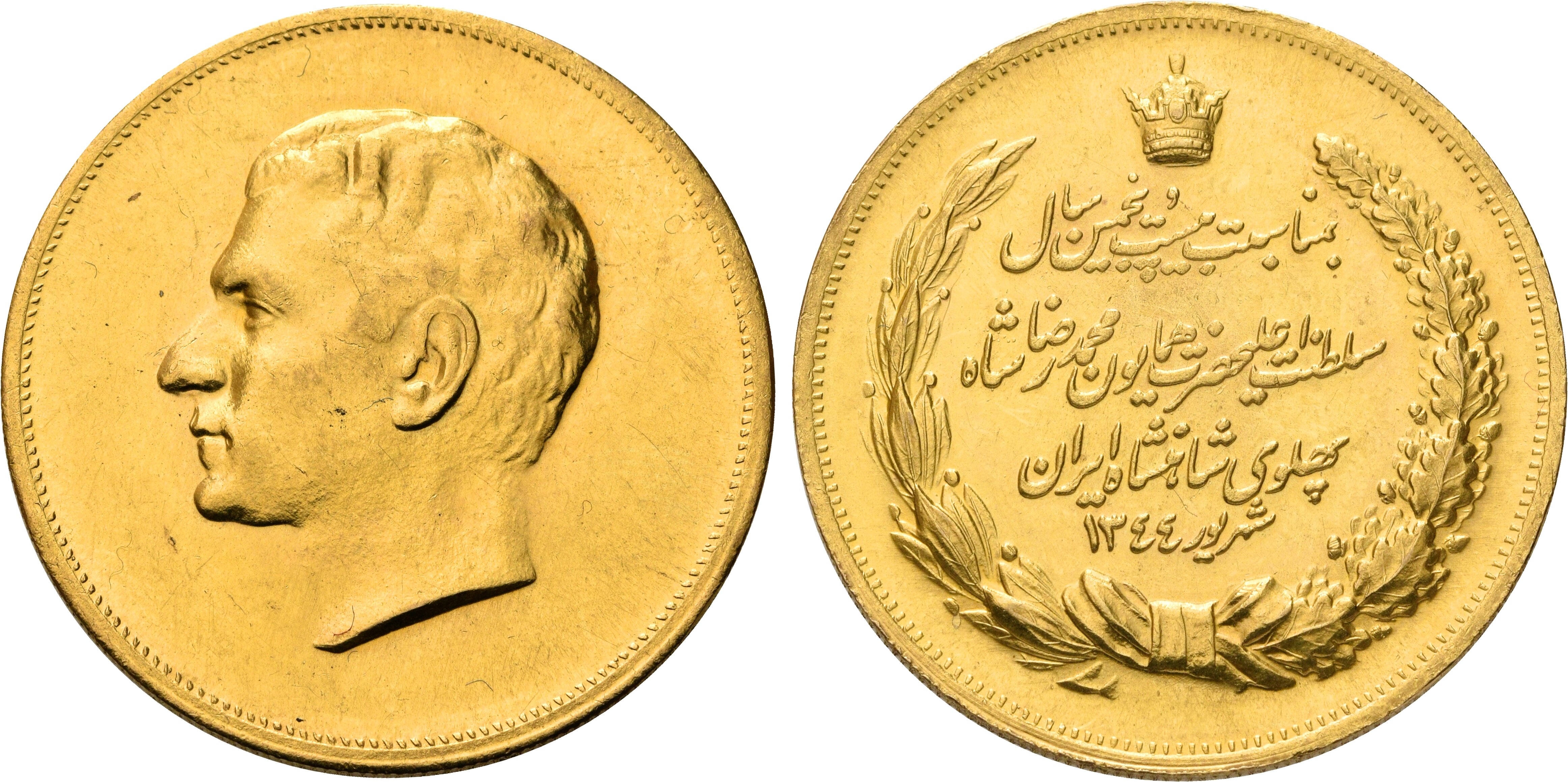
نشان یادبود بیست و پنجمین سال سلطنت محمدرضا پهلوی؛ ۱۳۴۴ خورشیدی
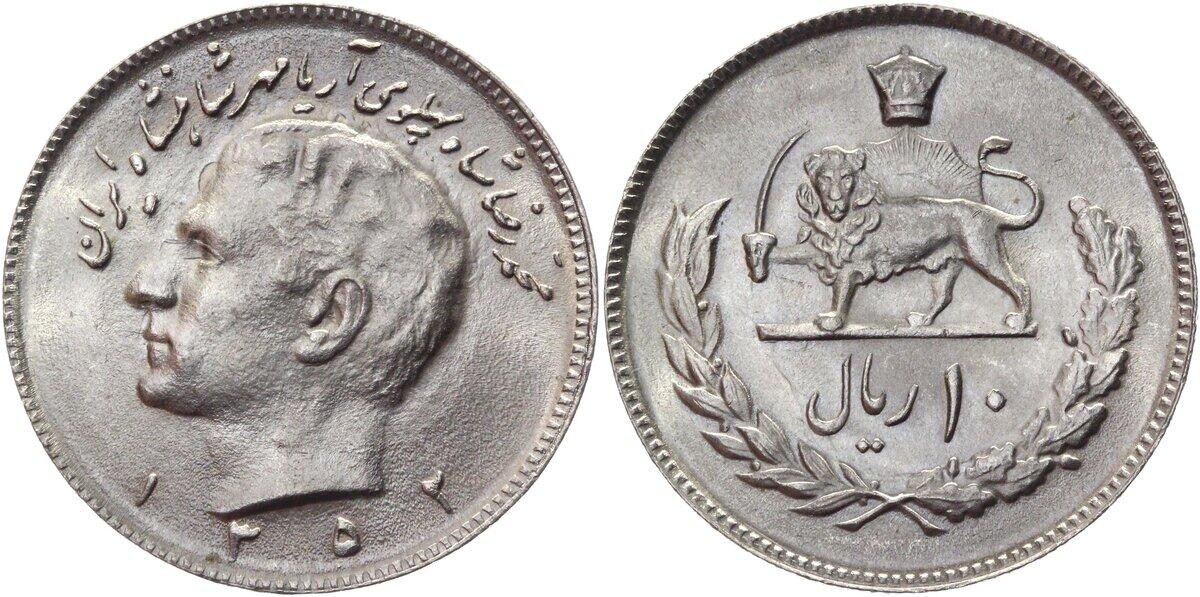
سکه ده ریالی با آریامهر؛ ۱۳۵۲ خورشیدی
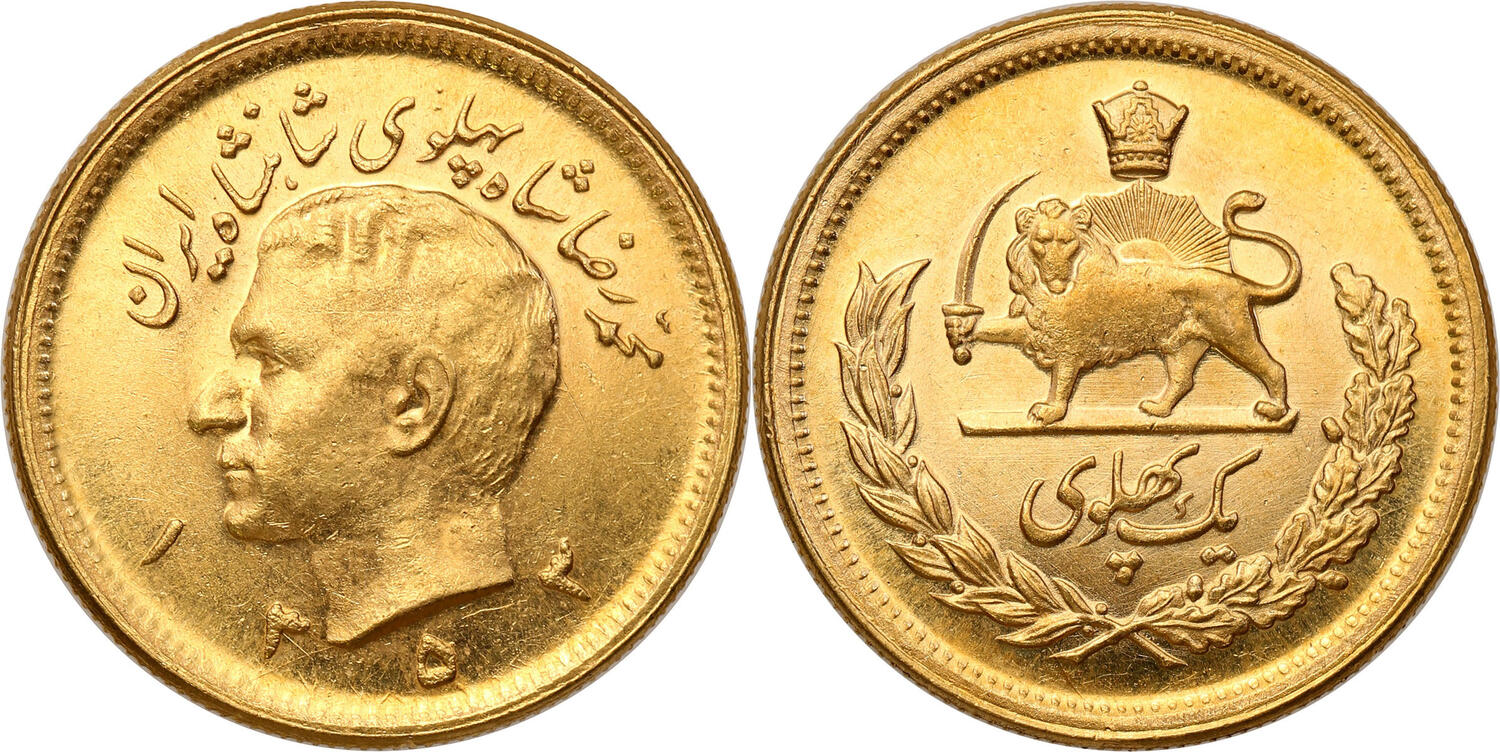
واپسین سکه یک پهلوی بدون لقب آریامهر؛ ۱۳۵۳ خورشیدی
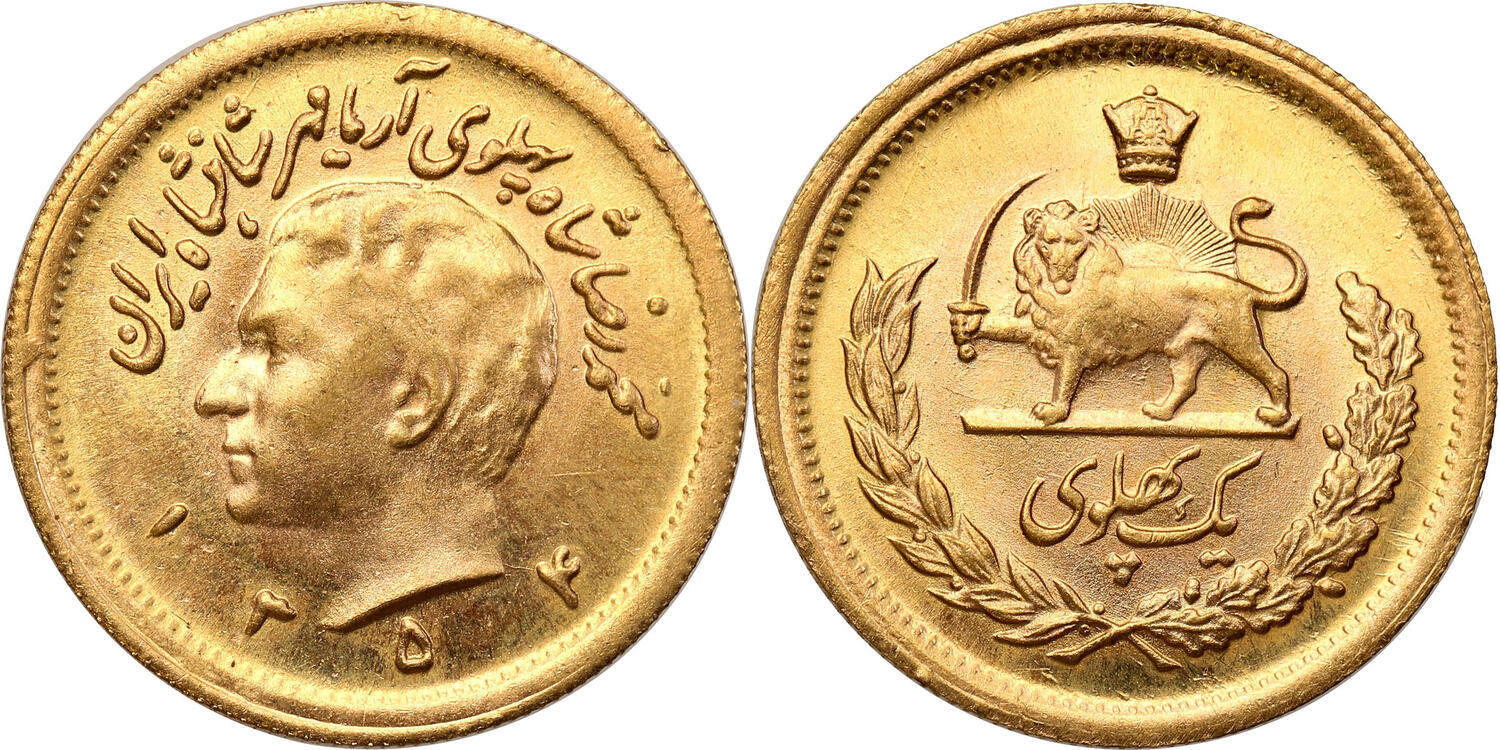
نخستین سکه یک پهلوی با لقب «آریامهر»؛ ۱۳۵۴ خورشیدی

## ورزشگاه آریامهر
ورزشگاه آزادی تهران بزرگ‌ترین ورزشگاه ایران است. این ورزشگاه با طراحی عبدالعزیز فرمانفرماییان برای میزبانی بازی‌های آسیایی ۱۹۷۴ ساخته شد و در تاریخ ۲۶ مهر ۱۳۵۰ گشایش یافت.[۲]. این ورزشگاه در حقیقت بخشی از مجموعه ورزشی آزادی است. بازی‌های تیم ملی فوتبال ایران و تیم‌های استقلال و پرسپولیس در این ورزشگاه برگزار می‌شود.
این ورزشگاه تا پیش از انقلاب ۱۳۵۷ ایران ورزشگاه آریامهر خوانده می‌شد و پس از انقلاب، ورزشگاه آزادی نام گرفت. مجموعهٔ ورزشی آزادی تهران دارای سالن‌های چند منظوره، سالن دوازده هزار نفری و دریاچه مصنوعی برای آموزش و مسابقات قایقرانی است.